# UMC (тур)
UMC — концертний тур гурту «Океан Ельзи», який розпочався 23 липня 2005 року у Києві.

## Дати туру
| 1  | 23 липня 2005 | Київ            | Україна | Європейська площа |
| 2  | 26 липня 2005 | Харків          | Україна |                   |
| 3  | 27 липня 2005 | Донецьк         | Україна |                   |
| 4  | 28 липня 2005 | Дніпропетровськ | Україна |                   |
| 5  | 31 липня 2005 | Запоріжжя       | Україна |                   |
| 6  | 2 серпня 2005 | Сімферополь     | Україна |                   |
| 7  | 3 серпня 2005 | Одеса           | Україна |                   |
| 8  | 5 серпня 2005 | Хмельницький    | Україна |                   |
| 9  | 6 серпня 2005 | Львів           | Україна |                   |
| 10 | 7 серпня 2005 | Ужгород         | Україна |                   |